# S-blok
S-blok u periodnom sustavu čine alkalijski metali, zemnoalkalijski metali, vodik i helij. Kod ovih elemenata elektroni najvišeg energetskog nivoa popunjavaju S atomsku orbitalu. Isključujući vodik i helij, svi elementi S-bloka lako otpuštaju elektron dajući kation. Zbog toga su to jaka redukcijska sredstva. Elektronska konfiguracija helija je izuzetno stabilna, pa on pripada grupi plemenitih plinova.

## Poveznice
- Blok u periodnom sustavu
  - S-blok
  - P-blok
  - D-blok
  - F-blok
  - G-blok
- Elektronska konfiguracija